# John Robert Schrieffer
John Robert Schrieffer (31. května 1931, Oak Park, Illinois, USA - 27. července 2019, Tallahassee, Florida) byl americký fyzik, který spolu s Johnem Bardeenem a Leonem Neil Cooperem obdržel v roce 1972 Nobelovu cenu za fyziku za základní teorii konvenční supravodivosti.

## Život
Narodil se roku 1931 v Oak Park ve státě Illinois. Ve věku 9 let se s rodinou přestěhoval do New Yorku a o sedm let později na Floridu, kde jeho otec získal zaměstnání v potravinářském průmyslu. V době, kdy žil na Floridě se mladý John Schrieffer začal zajímat o amatérskou stavbu raket a také o elektroniku.
v roce 1949 nastoupil na Massachusettský technologický institut. Bakalářské studium, které vedl John C. Slater ukončil roku 1953. Poté kvůli svému zájmu o fyziku pevných látek přešel na Univerzitu Illinois v Urbana Champaign, kde jeho další vzdělávání vedl John Bardeen. Schrieffer nejprve pracoval na teorii polovodičů, kterou následně aplikoval v laboratoři. Posléze se začal podílet na rozvoji teorie supravodivosti, společně se svým školitelem Bardeenem. Třetím kolegou byl Leon Cooper.
Právě Cooper v roce 1956 objevil takzvané Cooperovy páry, což jsou páry elektronů, popřípadě jiných fermionů, které jsou v kovech při nízkých teplotách slabě vázány kmity krystalové mřížky. John Schrieffer na počátku roku 1957 v metru v New Yorku přišel na to, jak chování Cooperových párů popsat matematicky. Tyto dva objevy se staly základem BCS teorie, která popisuje chování supravodičů I. typu.
Po dokončení doktorského studia Schrieffer pracoval rok v Anglii v Birminghamu a na institutu Nielse Bohra v Kodani. Další rok strávil na Chicagské univerzitě a poté se vrátil na University of Illinois at Urbana-Champaign. V roce 1964 přešel na Pensylvánskou univerzitu. Roku 1980 se stal profesorem na Kalifornské univerzitě v Santa Barbaře o 4 roky později se stal ředitelem Kavliho Institutu pro teoretickou fyziku. V roce 1992 se stal profesorem na Florida State University a v National High Magnetic Field Laboratory pracoval na vysokoteplotní supravodivosti.
Za svou práci na teorii supravodivosti získal spolu s Bardeenem a Cooperem Nobelovu cena za fyziku pro rok 1972. Je držitelem čestných doktorátů z Technické univerzity Mnichov a Ženevské univerzity.
Byl ženatý, s manželkou se poznali při jeho návštěvě v Dánsku.
V roce 2005 byl odsouzen na dva roky do vězení za zavinění dopravní nehody při níž zemřel jeden člověk.